# Georges Auric
 Der er for få eller ingen kildehenvisninger i denne artikel, hvilket er et problem. Du kan hjælpe ved at angive troværdige kilder til de påstande, som fremføres i artiklen.

Georges Auric (15. februar 1899 – 23. juli 1983) var en fransk komponist, der studerede ved konservatorierne i Montpellier og Paris. Han blev medlem af gruppen Les Six, og samarbejdet med Jean Cocteau førte til hans interesse for balletmusik, der udgør en stor del af hans produktion. I 1950'erne eksperimenterede han med seriel teknik og nåede frem til en syntese af tonal og atonal musik. Auric komponerede også musikken til hen ved 100 film, bl.a. af Cocteau; særlig populær blev musikken til John Hustons Moulin Rouge (1953) om maleren Toulouse-Lautrec.